# Padroso (Arcos de Valdevez)
Padroso é uma povoação portuguesa sede da Freguesia de Padroso do Município de Arcos de Valdevez, freguesia com 7,93 km² de área e 197 habitantes (censo de 2021), tendo, por isso, uma densidade populacional de 24,8 hab./km².

## Demografia
A população registada nos censos foi:
| Distribuição da População por Grupos Etários | Distribuição da População por Grupos Etários | Distribuição da População por Grupos Etários | Distribuição da População por Grupos Etários | Distribuição da População por Grupos Etários |
| -------------------------------------------- | -------------------------------------------- | -------------------------------------------- | -------------------------------------------- | -------------------------------------------- |
| Ano                                          | 0-14 Anos                                    | 15-24 Anos                                   | 25-64 Anos                                   | > 65 Anos                                    |
| 2001                                         | 22                                           | 45                                           | 134                                          | 104                                          |
| 2011                                         | 18                                           | 14                                           | 106                                          | 96                                           |
| 2021                                         | 19                                           | 8                                            | 76                                           | 94                                           |